# 半田陸
半田 陸（はんだ りく、2002年1月1日 - ）は、山形県上山市出身のプロサッカー選手。Jリーグ・ガンバ大阪所属。ポジションはディフェンダー（DF）。元日本代表。

## 来歴
山形県出身。モンテディオ山形のジュニアユース、ユースでキャリアを進む。世代別の代表にも選出され、キャプテンを務めた。2019年3月、モンテディオ山形とプロ契約を結んだ。8月11日、第27節のアルビレックス新潟戦でプロ入り初先発を果たした。デビュー当時の背番号は31番。
2021年4月21日、J2第9節のV・ファーレン長崎戦でプロ初ゴールを決め、この年はディフェンスながら3得点をあげるなど活躍。2022年より背番号を3番に変更した。
J2での活躍が認められ2023年、ガンバ大阪へ完全移籍。背番号は山形時代と同じ3番に決まった。2月18日、開幕戦の柏レイソル戦で先発出場し、J1デビューを飾った。3月15日、キリンチャレンジカップ2試合に臨む日本代表メンバーに初選出されたが、出場はなかった。6月11日、第17節のFC東京戦でJ1初ゴールを決めた。翌週のルヴァンカップ・予選リーグ最終節の大阪ダービーでCKから決勝ゴールを決め、予選リーグ突破に貢献した。この年は、加入後即レギュラーに定着し、怪我で長期離脱していた時期もあったが、復帰後も試合に出場し、リーグ戦23試合に出場した。
2024年7月3日、パリオリンピックに臨むU-23日本代表に選出されたが、大会初戦前日に練習中に左腓骨を骨折したことが判明し、同日にU-23日本代表メンバーからの離脱が発表された。

## 所属クラブ
- 上山カメレオンFC（上山市立南小学校）
- 2014年 - 2016年 モンテディオ山形ジュニアユース村山（上山市立南中学校）
- 2017年 - 2019年 モンテディオ山形ユース（山形城北高校→ルネサンス高校）[2][6]
  - 2018年 - 2019年 モンテディオ山形（2種登録選手）
- 2019年 - 2022年  モンテディオ山形
- 2023年 -  ガンバ大阪

## 個人成績
| 国内大会個人成績 | 国内大会個人成績 | 国内大会個人成績 | 国内大会個人成績 | 国内大会個人成績 | 国内大会個人成績 | 国内大会個人成績 | 国内大会個人成績 | 国内大会個人成績 | 国内大会個人成績 | 国内大会個人成績 | 国内大会個人成績 |
| 年度             | クラブ           | 背番号           | リーグ           | リーグ戦         | リーグ戦         | リーグ杯         | リーグ杯         | オープン杯       | オープン杯       | 期間通算         | 期間通算         |
| 年度             | クラブ           | 背番号           | リーグ           | 出場             | 得点             | 出場             | 得点             | 出場             | 得点             | 出場             | 得点             |
| 日本             | 日本             | 日本             | 日本             | リーグ戦         | リーグ戦         | リーグ杯         | リーグ杯         | 天皇杯           | 天皇杯           | 期間通算         | 期間通算         |
| ---------------- | ---------------- | ---------------- | ---------------- | ---------------- | ---------------- | ---------------- | ---------------- | ---------------- | ---------------- | ---------------- | ---------------- |
| 2019             | 山形             | 31               | J2               | 5                | 0                | -                | -                | 1                | 0                | 6                | 0                |
| 2020             | 山形             | 31               | J2               | 15               | 0                | -                | -                | -                | -                | 15               | 0                |
| 2021             | 山形             | 31               | J2               | 37               | 3                | -                | -                | 0                | 0                | 37               | 3                |
| 2022             | 山形             | 3                | J2               | 35               | 0                | -                | -                | 0                | 0                | 35               | 0                |
| 2023             | G大阪            | 3                | J1               | 23               | 1                | 4                | 1                | 0                | 0                | 27               | 2                |
| 2024             | G大阪            | 3                | J1               | 24               | 1                | 0                | 0                | 3                | 0                | 27               | 1                |
| 2025             | G大阪            | 3                | J1               |                  |                  |                  |                  |                  |                  |                  |                  |
| 通算             | 日本             | 日本             | J1               | 47               | 2                | 4                | 1                | 3                | 0                | 54               | 3                |
| 通算             | 日本             | 日本             | J2               | 92               | 3                | -                | -                | 1                | 0                | 93               | 3                |
| 総通算           | 総通算           | 総通算           | 総通算           | 115              | 4                | 4                | 1                | 1                | 0                | 120              | 5                |

その他公式戦
- 2022年
  - J1参入プレーオフ 2試合0得点

| 国際大会個人成績 | 国際大会個人成績 | 国際大会個人成績 | 国際大会個人成績 | 国際大会個人成績 |
| 年度             | クラブ           | 背番号           | 出場             | 得点             |
| AFC              | AFC              | AFC              | ACL              | ACL              |
| ---------------- | ---------------- | ---------------- | ---------------- | ---------------- |
| 2025/26/2        | G大阪            | 3                |                  |                  |
| 通算             | AFC              | AFC              |                  |                  |

出場歴
- Jリーグ初出場 - 2019年5月12日 J2第13節 vsジェフユナイテッド千葉（NDソフトスタジアム山形）
- Jリーグ初得点 - 2021年4月21日 J2第9節 vsV・ファーレン長崎（NDソフトスタジアム山形）

## タイトル

### 代表
U-16日本代表
- U-16インターナショナルドリームカップ：1回（2017年）

U-21日本代表
- ドバイカップU-23：1回（2022年）

U-23日本代表
- AFC U23アジアカップ：1回（2024年）

### 個人
- JPFAアワード（J2）・ベストイレブン：1回（2022年）

## 代表歴
- U-15日本代表
  - スポーツ・フォー・トゥモロープログラム 南アジア・日本U-16サッカー交流（2017年）
  - 第14回デッレナツィオーニトーナメント（2017年）
  - Silk Road・Hua Shan Cup CFA International Youth Football Tournament Weinan（2017年）
  - AFC U-16選手権2018予選（2017年）
  - バル・ド・マルヌU-16国際親善トーナメント（2017年）
- U-16日本代表
  - U-16インターナショナルドリームカップ（2017年）
  - U-16 Four Nations Tournament（2018年）
  - UAE Football Cup（2018年）
  - CFA Jiangyin International Youth Football Tournament（2018年）
  - WAFF U16ボーイズチャンピオンシップ（2018年）
  - AFC U-16選手権（2018年）
- U-17日本代表
  - バツラフ・イェジェク国際ユーストーナメント（2017年）
  - アルゼンチン遠征（2019年）
  - 国際ユースサッカーin新潟（2019年）
  - エクアドル遠征（2019年）
  - FIFA U-17ワールドカップ（2019年）
- U-19日本代表
  - 千葉トレーニングキャンプ（2020年）
- U-20日本代表
  - 千葉トレーニングキャンプ（2021年）
- U-21日本代表
  - JFA夢フィールドキャンプ（2022年）
  - ドバイカップU-23（2022年）
  - 欧州遠征（2022年）
- U-22日本代表
  - AFC U-23選手権2022・予選（2021年）
- U-23日本代表
  - AFC U23アジアカップ 2022（2022年）
  - AFC U23アジアカップ 2024（2024年）
  - パリオリンピック（2024年）※怪我による交替[7]
- 日本代表
  - キリンチャレンジカップ（2023年）

### 試合数
- 国際Aマッチ 0試合0得点（2023年）

| 日本代表 | 国際Aマッチ | 国際Aマッチ |
| 年       | 出場        | 得点        |
| -------- | ----------- | ----------- |
| 2023     | 0           | 0           |
| 通算     | 0           | 0           |

## その他
- 2023年12月18日付で、地元である山形県上山市の「かみのやまアンバサダー」に就任。[8]